# 柳原尚之
柳原 尚之（やなぎはら なおゆき、1979年 - ）は、日本の料理研究家である。江戸懐石近茶流宗家。博士（醸造学）。
祖父は江戸懐石近茶流先々代宗家の柳原敏雄。父は江戸懐石近茶流先代宗家であり、東京農業大学客員教授も務めた柳原一成。

## 来歴
暁星幼稚園、暁星小学校、暁星中学校・高等学校を経て、東京農業大学農学部醸造学科を卒業。農大で発酵食品学を学んだ後、小豆島の醤油会社・マルキン忠勇に研究員として勤務した。また、オランダ帆船「スワンファンマッカム号」でキッチンを担当。船で唯一のアジア人クルーであった。
その後は父の一成とともに、柳原料理教室にて日本料理および茶懐石の研究指導にあたる。またNHK Eテレ『きょうの料理』に出演するきじまりゅうた、陳建太郎とともに、同番組の男性料理人ユニット「おかず青年隊」3代目メンバーを務める。
2009年から2013年毎年3月に奈良東大寺で行われるお水取り（修二会）にて、練行衆の食事をつくる院士（いんじ）として参籠する。
2010年11月、アメリカの食大学CIA（The Culinary Institute of America）のカリフォルニア校（ナパバレー）で開催された食関連のカンファレンスWOF（World of Flavor）に、日本を代表するあらゆる分野のシェフ総勢39名のチームオブジャパンの一員として参加、プレゼンテーションを行う。
2015年には文化庁から文化交流使に任命され、ニュージーランド、ブラジル、カナダ、アメリカ合衆国の4か国に日本料理を広めて回った。
2018年2月農林水産省により、日本食普及の親善大使に任命される。
令和4年3月に，東京農業大学大学院農学研究科醸造学専攻後期博士課程修了し，博士（醸造学）を授与される。博士論文のテーマは「江戸期の酢に関する研究」

## 人物
趣味はアイスホッケー、自転車、茶道、舞踊。他にクレー射撃も嗜む。特にクレー射撃では第六十八回国民体育大会（2013東京国体）に東京都代表メンバーとして出場し、総合優勝している。

## 出演

### テレビ番組
- きょうの料理（NHK Eテレ）
- 情報満載ライブショー モーニングバード!（テレビ朝日） - 水曜のコーナー「スタイルアップ！プロ技キッチン！」担当。不定期出演。
- 歴人めし（2016年、チャンネル銀河）
- おかずのクッキング（テレビ朝日）
- 美の壷（NHK)
- グレーテルのかまど（NHK）
- キューピー３分クッキング（日本テレビ）

## 所作指導・料理考証担当

### テレビドラマ
- 御宿かわせみ（NHK）
- 慶次郎縁側日記（NHK）
- 渡る世間は鬼ばかり（TBS） - 2006年4月・2008年4月・2010年10月から各々1年間「おかくら」の料理所作を指導。
- 大河ドラマ　龍馬伝（2010年、NHK）
- 日曜劇場　新参者（2010年、TBS）ｰ第二章「料亭の小僧」の料亭「まつ矢」料理監修[10]
- みをつくし料理帖（2017年2019年　NHK）料理監修、料理制作
- 大河ドラマ　青天を衝け（2021年　NHK）料理指導

## 著書

### 単著
- 男が食べたいごはん！近茶流柳原尚之の白飯（しろいごはん）に合うおかず（2006年1月、ゴマブックス、ISBN 4-7771-0301-3）
- 近茶流柳原尚之の男が食べたいごはん！もっとおいしく。基本の和食（2006年7月、ゴマブックス、ISBN 4-7771-0415-X）
- 近茶流柳原料理教室 誰でもできる和食の基本（2012年9月、講談社、ISBN 978-4-06-217834-1）
- 「包む」「巻く」「結ぶ」で美しく和のおもてなし料理（2013年10月、池田書店、ISBN 978-4-262-12999-0）
- 正しく知って美味しく作る 和食のきほん（2014年11月、池田書店、ISBN 978-4-262-13012-5）
- 和食をつくろう！ 第1巻（2015年2月、教育画劇、ISBN 978-4-7746-2009-1）
- 和食をつくろう！ 第2巻（2015年4月、教育画劇、ISBN 978-4-7746-2010-7）
- 和食をつくろう！ 第3巻（2015年4月、教育画劇、ISBN 978-4-7746-2011-4）
- 名門の味をおうちで おとなの和食再入門（2015年4月、主婦の友社、ISBN 978-4-07-411039-1）
- 江戸から伝わる味をたずねて（2015年6月、池田書店、ISBN 978-4-262-13015-6）
- 美味しい暮らし 季節の手仕事 春夏秋冬日々を楽しむレシピ帖（2016年11月、池田書店、ISBN 978-4-262-13027-9）
- 世界一美味しいご飯をわが家で炊く（2018年2月、青春出版社、ISBN 978-4-413-04531-5）
- はじめての和食えほん 冬のごちそうつくろう（2019年12月、文溪堂、ISBN 978-4-7999-0344-5）
- はじめての和食えほん 春のごちそうつくろう（2020年3月、文溪堂、ISBN 978-4-7999-0345-2）
- はじめての和食えほん 夏のごちそうつくろう（2020年7月、文溪堂、ISBN 978-4-7999-0346-9）
- はじめての和食えほん 秋のごちそうつくろう（2020年10月、文溪堂、ISBN 978-4-7999-0343-8）
- NHKまる得マガジン　いまさら聞けない　美しい箸の使い方（2021年10月、NHK出版、ISBN 978-4-14-827309-0

### 共著
- クリステルの鍋で作る私のレシピ（2010年11月、講談社、ISBN 978-4-06-299504-7）
- NHKテキスト NHK趣味どきっ！ 幕末維新メシ（2018年1月、NHK出版、ISBN 978-4-14-228753-6）
- 豆類の百科事典 (2024年5月、朝倉書店、ISBN 978-4-254-40026-7）